# Kasteel van Parc Soubise
Het Kasteel van Parc Soubise (Frans: Château du parc Soubise) is een kasteel in de Franse gemeente Mouchamps.